# だから俺はアンチと結婚した
『だから俺はアンチと結婚した』（朝: 그래서 나는 안티팬과 결혼했다）は2021年4月30日から同年2021年6月19日までNAVER TVで放送された韓国のテレビドラマである。この作品は2021年4月30日にAmazon Primeにて世界配信された。2020年、LINEマンガでウェブ漫画版が配信された。

## あらすじ
雑誌記者見習いのイ・グニョンはクラブのイベントで人気アイドルのフ・ジュンと遭遇、些細なことから彼とトラブルになる。謝罪したグニョンだったが、フ・ジュンの乱暴な振る舞いに激怒、去り際の彼に向かい自分のハイヒールを投げつけてしまう。
その事が原因で失職したグニョンは暴露文をインターネットに投稿したり、フ・ジュンの事務所前で抗議行動をしたりとアンチ活動を始めるが、それを目にしたテレビ局のプロデューサーがアンチファンと芸能人が同居し疑似結婚生活を送るリアリティ番組への出演を彼女に持ちかける。もちろん相手はフ・ジュンだ。
高額な報酬に釣られ企画を受けるグニョン。一方、一度は断ったフ・ジュンも練習生時代からのライバル・ジェジュンの挑発にのり出演をOKしてしまう。こうして、トップスターとアンチファンの同居生活が始まるのだった。

## 登場人物

### 主要人物
フジュン：チェ・テジュン
本作の主人公。歌手。歴史を新たに刻む世界的人気韓流スターだが、事務所から求められたイメージを演じる事に息苦しさを感じている。
イ・グニョン：チェ・スヨン
本作のヒロイン。女性雑誌「ワンダーウーマン」元記者見習い。フ・ジュンとのトラブルが原因で会社を解雇されてしまう。ハンPDの企画に乗り、フジュンと同居する事になる。
ジェジュン（JJ)：ファン・チャンソン（2PM）
オ・イニョンが所属する芸能事務所「シュビゲン」代表。元芸能人で裕福な家の子息、親の支援で会社を経営と人も羨む立場だが、練習生時代の軋轢からフ・ジュンをライバル視している。
オ・イニョン：ハン・ジアン
ガールズグループ「フローレンス」で活動していた元アイドル。現在はジェジュンの事務所の練習生。アイドル時代はパッとしなかったが、芸能界でもう一花咲かせたいと願っている。かつてはフ・ジュンと恋愛関係にあったが、今はジェジェンと交際している。

### フジュンの周辺人物
ソ・ジヒャン：キム・ソンヒョク
フ・ジュンのマネージャー。
ハンPD：トン・ヒョンべ
テレビ局のプロデューサー。リアリティ番組「だから俺はアンチと結婚した」の立案者。グニョン、フ・ジュンに同企画への出演を持ちかける。飄々とした気さくな性格。
ノ作家：イム・ドユン
作家。ハンPDと組んでいる。思ったことをなんでも口にしてしまう。
ロイ・アン：キム・ヒョンミン
シェフ。グニョンの元カレ。

### グニョンの周辺人物
シン・ミジョン：キム・ハギョン
グニョンの親友。職を失ったグニョンを自分の家に住まわせていたが、恋人と同棲することになりグニョンに退去を迫る。
コ・スファン：キム・ミンギュ
ワンダーウーマンのカメラマン。グニョン、シン・ミジョンと３人でいつもつるんでいる。
チャ・ムニ：ユ・ソジン
ワンダーウーマンのチーム長。部下からは影で「毒舌ムニ」と呼ばれている。グニョンの企画を盗んでいた。
チャン・ファジョン：ユン・ボクイン
グニョンの母親。地方都市在住。
イ・ジュイル：パク・チョルミン
グニョンの父親。

### その他
ユリ：ソン・チェユン
高校生でフ・ジュンの熱狂的なファン。ファンクラブの支部長。
ジェジュンの兄：ソンフン
カメオ出演